# Międzynarodowa Komisja Ochrony Odry przed Zanieczyszczeniem

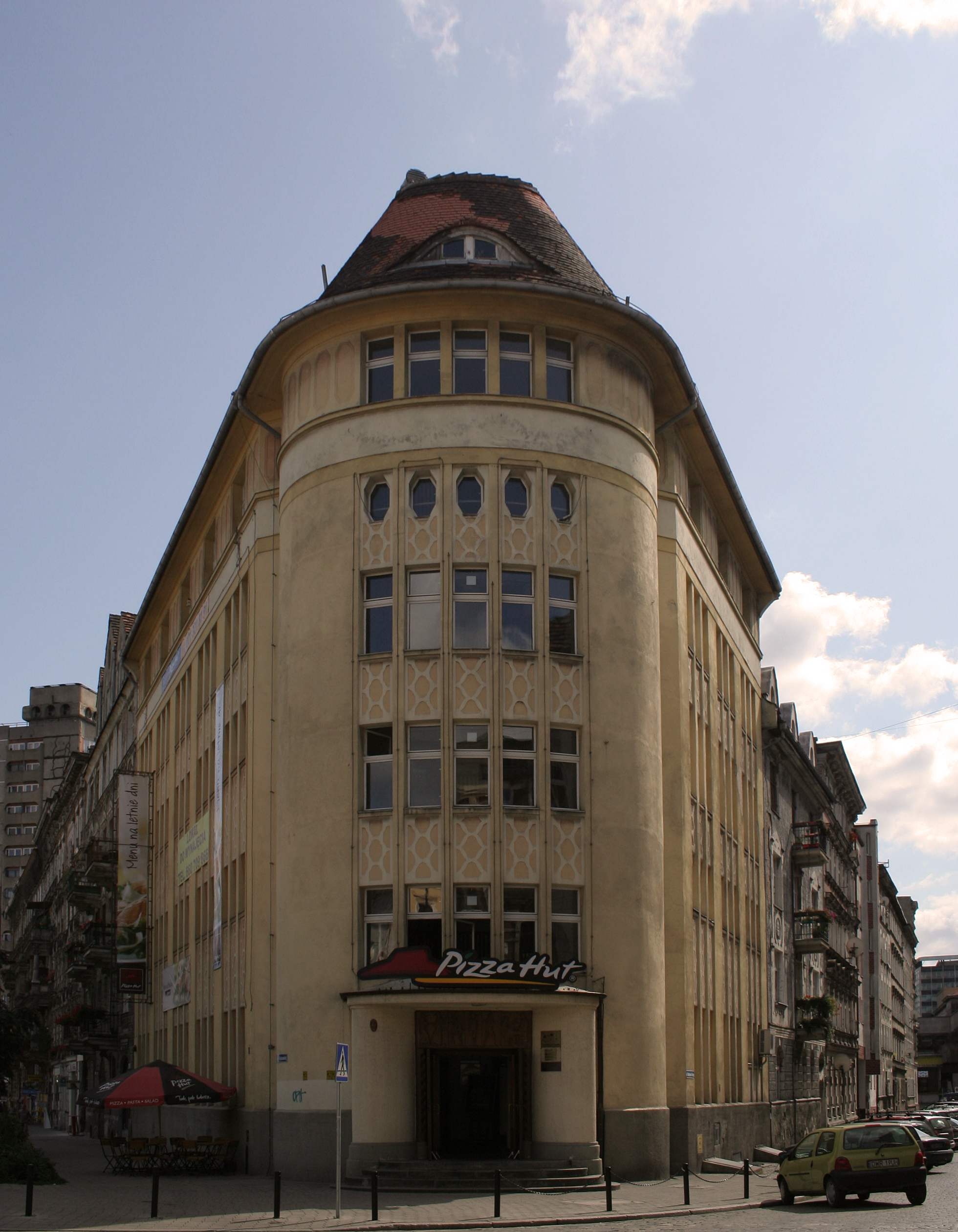
Siedziba sekretariatu MKOOpZ we Wrocławiu, ul. Marii Curie-Skłodowskiej 1

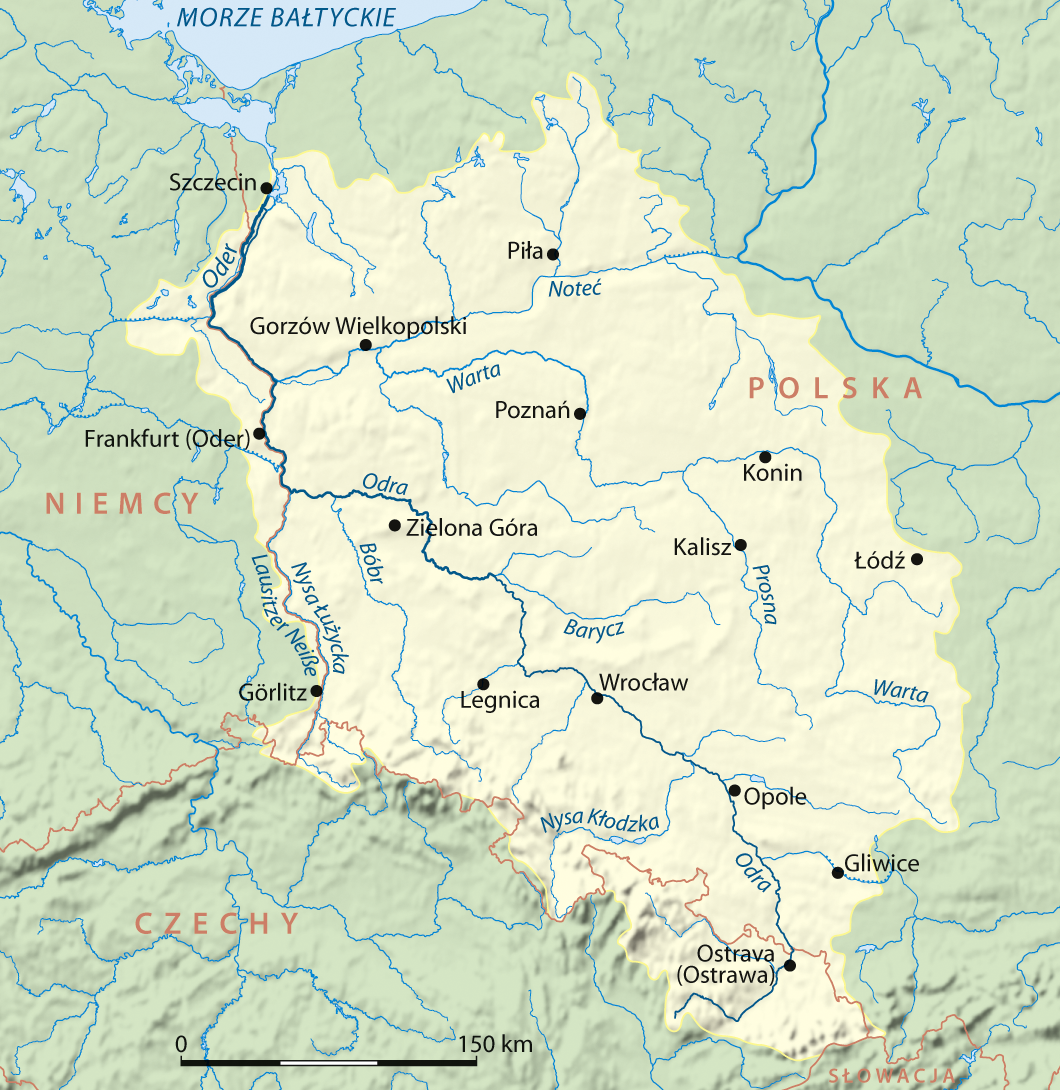
Dorzecze Odry

Międzynarodowa Komisja Ochrony Odry przed Zanieczyszczeniem (MKOOpZ) jest międzynarodową komisją funkcjonującą w Europie, zajmującą się problematyką rzek i jezior z dorzecza Odry.
Największy udział w dorzeczu Odry pod względem liczby ludności oraz powierzchni dorzecza ma Polska. Źródło rzeki Odry znajduje się na terytorium Republiki Czeskiej, a dolny jej bieg wraz z dopływem Nysy Łużyckiej stanowi granicę pomiędzy Polską a Niemcami. Wszystkie te trzy państwa współdziałają w zintegrowanym gospodarowaniu wodami dla całego dorzecza Odry, a platformą tych działań jest Międzynarodowa Komisja Ochrony Odry przed Zanieczyszczeniem.

## Utworzenie oraz cele
Komisja została powołana na podstawie międzynarodowej Umowy podpisanej we Wrocławiu 11 kwietnia 1996 r. między Rządem Rzeczypospolitej Polskiej, Rządem Republiki Czeskiej, Rządem Republiki Federalnej Niemiec i Wspólnotą Europejską. Umowa weszła w życie po ratyfikacji w dniu 26 kwietnia 1999 r.
W wyniku przystąpienia Polski i Czech do Unii Europejskiej z dniem 1 maja 2004 r. Wspólnota Europejska przestała być stroną umowy w sprawie MKOOpZ.
Do podstawowych celów MKOOpZ należą:
- zapobieganie oraz redukowanie zanieczyszczeń wód Odry i Bałtyku,
- utrzymanie i ochrona ekosystemów wodnych i brzegowych jak najbardziej zbliżonych do naturalnych, zachowując różnorodność gatunkową,
- umożliwienie wykorzystania wód Odry jako wody zdatnej do picia oraz wody dla użytku rolniczego,
- zapobieganie i trwałe obniżanie ryzyka szkód powodziowych,
- koordynacja wdrażania Ramowej Dyrektywy 2000/60/WE Parlamentu Europejskiego i Rady z dnia 23.10.2000[3] ustanawiającej ramy wspólnotowego działania w dziedzinie polityki wodnej oraz Dyrektywy 2007/60/WE Parlamentu Europejskiego i Rady z dnia 23.10.2007 w sprawie oceny ryzyka powodziowego i zarządzania nim w dorzeczu Odry.

MKOOpZ jest członkiem-obserwatorem Międzynarodowej Komisji Ochrony Łaby.

## Funkcjonowanie oraz struktura organizacji
Główne decyzje MKOOpZ podejmowane są na szczeblu posiedzenia Komisji, w którym uczestniczą Delegacje Stron Umowy. Praca MKOOpZ odbywa się w grupach roboczych, złożonych ze specjalistów, powołanych przez Delegacje Stron Umowy. Grupy te opracowują programy działań dla osiągnięcia określonych celów, które następnie Komisja przedkłada Stronom Umowy w formie projektów i zaleceń.
Sekretariat MKOOpZ wspiera Komisję, Przewodniczącego Komisji, Przewodniczących Delegacji oraz grupy robocze w realizacji ich zadań.
Działalność Komisji finansowana jest przede wszystkim ze składek trzech stron umowy, a także z darowizn, subwencji, odsetek i środków pochodzących z innych źródeł.

### Przewodnictwo komisji i Delegacje Stron Umowy
Przewodnictwo Komisji obejmowane jest każdorazowo na okres trzech lat przez delegację jednej ze stron umowy. Przewodniczący komisji jest wyznaczany przez delegację, która w danym okresie sprawuje przewodnictwo przed jego objęciem, na cały czas jego trwania. Przewodniczący reprezentuje Komisję, prowadzi zwyczajne i nadzwyczajne posiedzenia Komisji oraz narady Przewodniczących Delegacji. W pierwszym okresie działalności MKOOpZ, tzn. do końca roku 2001, obejmującym również okres „tymczasowy” (1996–1999), przewodnictwo Komisji sprawowała Delegacja Rzeczypospolitej Polskiej. Przewodnictwo obejmowane jest każdorazowo z początkiem roku kalendarzowego.
| Lata      | Przewodnictwo Komisji               | Przewodniczący Komisji                      |
| --------- | ----------------------------------- | ------------------------------------------- |
| 1996-1998 | Delegacja Rzeczypospolitej Polskiej | Leszek Bagiński                             |
| 1999-2000 | Delegacja Rzeczypospolitej Polskiej | Radosław Gawlik                             |
| 2000-2001 | Delegacja Rzeczypospolitej Polskiej | Janusz Zaleski                              |
| 2002-2004 | Delegacja Republiki Czeskiej        | Jaroslav Kinkor                             |
| 2005-2007 | Republika Federalna Niemiec         | Thomas Stratenwerth                         |
| 2008-2010 | Delegacja Rzeczypospolitej Polskiej | Janusz Zaleski                              |
| 2011-2013 | Delegacja Republiki Czeskiej        | Pavel Punčochář                             |
| 2014-2016 | Republika Federalna Niemiec         | Heide Jekel                                 |
| 2017-2018 | Delegacja Rzeczypospolitej Polskiej | Iwona Koza, od marca 2018 Joanna Kopczyńska |

### Sekretariat
Sekretariat jest kierowany przez dyrektora sekretariatu, podlegając jednocześnie przewodniczącemu komisji. Głównym jego zadaniem jest wspieranie działań komisji, Przewodniczącego oraz grupy robocze – organizacyjnie oraz merytorycznie. Sekretariat zajmuje się organizacją posiedzeń komisji oraz narad przewodniczących delegacji, a także spotkań grup roboczych. Jego zadaniem jest również zapewnienie prawidłowego obiegu korespondencji pomiędzy członkami komisji, przekład dokumentów oraz tłumaczenie w trakcie posiedzeń i narad. Sekretariat MKOOpZ ma swą siedzibę we Wrocławiu.